# سيستاني محلة
سيستاني محلة (بالفارسية: سیستانی‌محله) هي قرية تقع في قسم انجيرآب الريفي في إيران. يقدر عدد سكانها بـ 902 نسمة بحسب إحصاء 2016.